# BI 253
BI 253 är en ensam stjärna i Stora magellanska molnet i södra delen av stjärnbilden Svärdfisken. Den har en högsta skenbar magnitud av ca 13,76 och kräver ett kraftfullt teleskop för att kunna observeras. Baserat på parallax enligt Gaia Early Data Release 3 på ca 0,0145 mas beräknas den befinna sig på ett avstånd av ca 164 000 ljusår (ca 50 000 parsec) från solen. Den är en av de hetaste kända stjärnorna i huvudserien och en av de mest massiva och mest ljusstarka stjärnorna som är kända.

## Observation

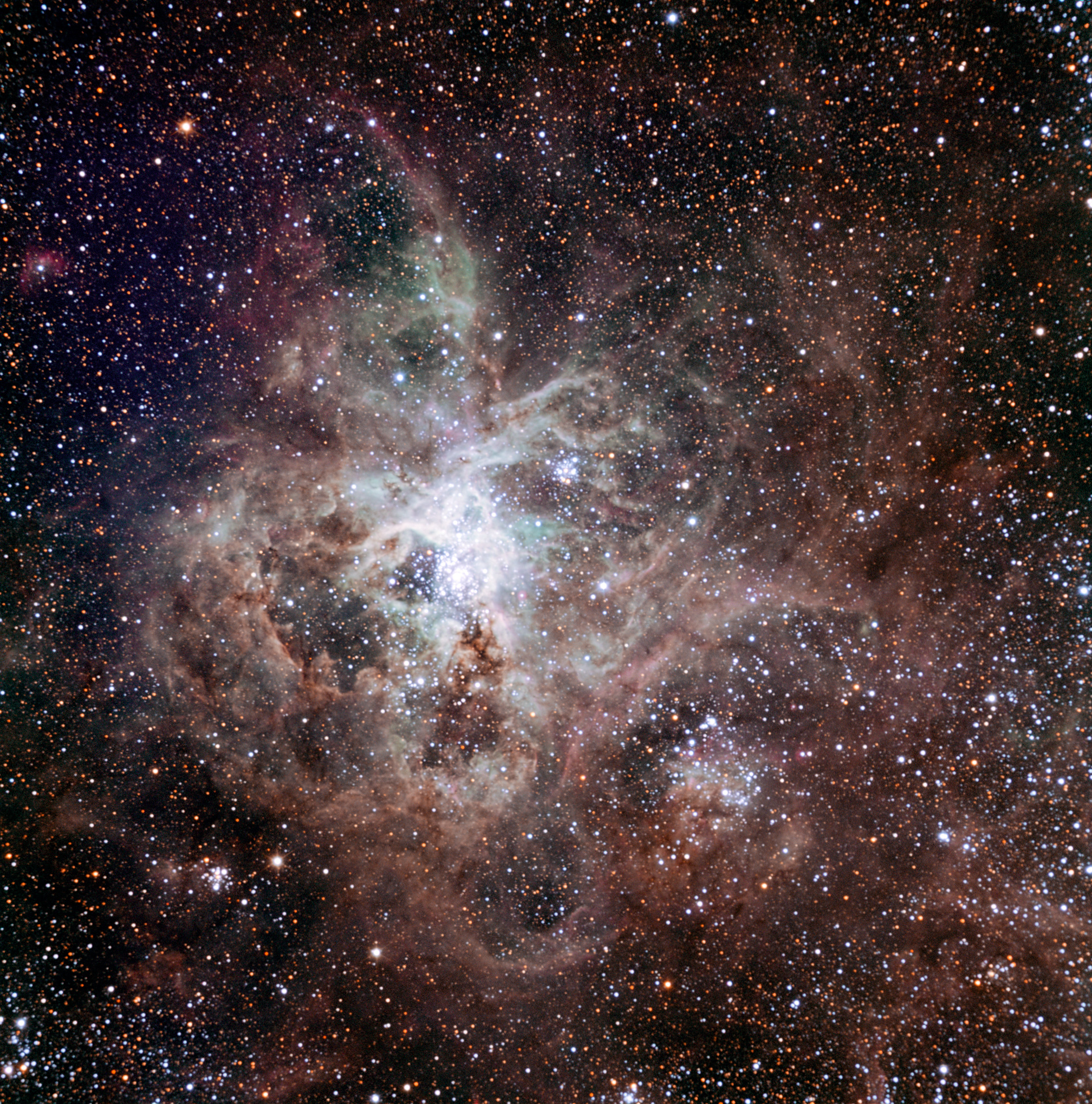
Tarantelnebulosan med BI 253 uppe till höger
(TRAPPIST/E. Jehin/ESO)

BI 253 katalogiserades först 1975 som den 253:e av 272 troliga O- och tidiga B-stjärnor i Stora Magellanska molnet. År 1995 analyserades spektraltypen till att vara O3 V, den tidigaste typen som definierades vid den tiden.
När klassificeringen av de tidigaste typ O-stjärnorna förfinades 2002 ledde den totala avsaknaden av neutrala helium- eller dubbeljoniserade kvävelinjer i spektrumet till att BI 253 placerades i en ny O2 V-klass. Den fick ett ((f*))-kvalificering på grund av de mycket svaga emissionslinjerna för helium och kväve. De senaste publicerade uppgifterna ger en spektraltyp av O2V-III(n)((f*)), även om det är oklart om detta beror på högre kvalitet på spektra eller en faktisk förändring i spektrumet.
BI 253 har identifierats som en flyktstjärna på grund av dess relativt isolerade position utanför de huvudsakliga stjärnbildande områdena på 30 Doradus, och på grund av dess starka egenrörelse. Den kastades potentiellt ut från R136-hopen för ungefär en miljon år sedan.

## Egenskaper
BI 1253 är en blå jättestjärna i huvudserien av spektralklass O2V-III(n)((f*)),  Den har en massa av ca 98 solmassor, en radie av ca 14 solradier och utsänder energi från dess fotosfär motsvarande ca 1 175 000 gånger solen vid en effektiv temperatur av ca 54 000 K.
BI 253 förbränner fortfarande väte i dess kärna, men visar anrikning av kväve och helium vid ytan på grund av stark rotations- och konvektionsblandning och på grund av dess starka stjärnvind. Den är mycket nära den förväntade ZAMS-positionen för en stjärna på 85 solmassor. Det förväntas att stjärnor som är mer massiva än BI 253 skall visa ljusstyrka för en jättestjärna eller superjätte även i huvudserien.